# Équipe du pays de Galles de rugby à XV au Tournoi des Cinq Nations 1969
L'Équipe du pays de Galles de rugby à XV au Tournoi des Cinq Nations 1969 termine première en remportant trois victoires et en faisant match nul contre l'équipe de France. Le pays de Galles réalise le Grand Chelem en 1971 avec pratiquement la même équipe. Cette victoire est la première d'une longue série de huit victoires en onze ans dans le Tournoi des Cinq Nations, de 1969 à 1979. Dix-huit joueurs ont contribué à ce succès. L'équipe est surtout connue pour son quatuor des lignes arrière : Gareth Edwards, Barry John, Gerald Davies et JPR Williams. Le paquet d’avants était aussi d’excellente qualité, avec cinq joueurs qui ont évolué avec les Lions britanniques.

## Liste des joueurs

### Première ligne
- Jeff Young
- David Lloyd
- Denzil Williams

### Deuxième ligne
- Brian Price  (3 fois capitaine)
- Delme Thomas

### Troisième ligne
- Mervyn Davies
- John Taylor
- Dai Morris

### Demi de mêlée
- Gareth Edwards  (1 fois capitaine)

### Demi d’ouverture
- Barry John
- Phil Bennett

### Trois-quarts centre
- Keith Jarrett
- John Dawes

### Trois-quarts aile
- Gerald Davies
- Maurice Richards
- Stuart Watkins

### Arrière
- JPR Williams

## Résultats des matchs
- Le 1er février, victoire 17-3 contre l'équipe d'Écosse à Édimbourg
- Le 8 mars, victoire 24-11 contre l'équipe d'Irlande à Cardiff
- Le 22 mars, match nul 8-8 contre l'équipe de France  à Paris
- Le 12 avril, victoire 30-9 contre l'équipe d'Angleterre à Cardiff

## Statistiques

### Meilleur réalisateur
- Keith Jarrett : 31 points

### Meilleur marqueur d'essais
- Maurice Richards : 6 essais